# Bahnstrecke Neustadt (Aisch)–Demantsfürth-Uehlfeld
| Denkmallok Typ Kö am Standort des früheren Bahnhofs Neustadt Stadt ⊙ |                      |                                        |                                        |
| Streckennummer (DB): | 5915                 |                                        |                                        |
| Kursbuchstrecke (DB): | zuletzt 806          |                                        |                                        |
| Kursbuchstrecke: | 415g (1946)          |                                        |                                        |
| Streckenlänge: | 15,4 km              |                                        |                                        |
| Spurweite: | 1435 mm (Normalspur) |                                        |                                        |
| |                      |                                        |                                        |
| \| \| \| von Würzburg \| \| \| \| \| von Steinach (b Rothenburg o d Tauber) \| \| \| \| 0,0 \| Neustadt (Aisch) Bf \| Neustadt (Aisch) Bf \| \| \| \| nach Fürth \| \| \| \| 1,5 \| Neustadt (Aisch) Stadt \| Neustadt (Aisch) Stadt \| \| \| 3,7 \| Diespeck \| Diespeck \| \| \| 5,8 \| Gutenstetten \| Gutenstetten \| \| \| 7,8 \| Pahres \| Pahres \| \| \| 10,2 \| Forst (b Gerhardshofen) \| Forst (b Gerhardshofen) \| \| \| 11,3 \| Gerhardshofen \| Gerhardshofen \| \| \| 12,5 \| Dachsbach \| Dachsbach \| \| \| 15,4 \| Demantsfürth-Uehlfeld \| Demantsfürth-Uehlfeld \| |                      |                                        |                                        |
| Strecke |                      | von Würzburg                           | von Würzburg                           |
| Abzweig geradeaus und von rechts |                      | von Steinach (b Rothenburg o d Tauber) | von Steinach (b Rothenburg o d Tauber) |
| Bahnhof | 0,0                  | Neustadt (Aisch) Bf                    | Neustadt (Aisch) Bf                    |
| Abzweig ehemals geradeaus und nach rechts |                      | nach Fürth                             | nach Fürth                             |
| Haltepunkt / Haltestelle (Strecke außer Betrieb) | 1,5                  | Neustadt (Aisch) Stadt                 | Neustadt (Aisch) Stadt                 |
| Haltepunkt / Haltestelle (Strecke außer Betrieb) | 3,7                  | Diespeck                               | Diespeck                               |
| Haltepunkt / Haltestelle (Strecke außer Betrieb) | 5,8                  | Gutenstetten                           | Gutenstetten                           |
| Haltepunkt / Haltestelle (Strecke außer Betrieb) | 7,8                  | Pahres                                 | Pahres                                 |
| Haltepunkt / Haltestelle (Strecke außer Betrieb) | 10,2                 | Forst (b Gerhardshofen)                | Forst (b Gerhardshofen)                |
| Haltepunkt / Haltestelle (Strecke außer Betrieb) | 11,3                 | Gerhardshofen                          | Gerhardshofen                          |
| Haltepunkt / Haltestelle (Strecke außer Betrieb) | 12,5                 | Dachsbach                              | Dachsbach                              |
| Kopfbahnhof Streckenende (Strecke außer Betrieb) | 15,4                 | Demantsfürth-Uehlfeld                  | Demantsfürth-Uehlfeld                  |

Die Bahnstrecke Neustadt (Aisch)–Demantsfürth-Uehlfeld, auch Aischtalbahn genannt, war eine Nebenbahn in Bayern. Sie verband den Markt Uehlfeld im bayerischen Regierungsbezirk Mittelfranken mit Neustadt an der Aisch an der Hauptbahn Fürth–Würzburg.

## Geschichte
Die Bayerische Staatsbahn eröffnete den Betrieb auf der eingleisigen, normalspurigen Lokalbahn durch den Aischgrund am 12. Juli 1904. Ausgehend von der Station Neustadt (Aisch) Bahnhof führte die Strecke in nordöstlicher Richtung zunächst zur Haltestelle Neustadt (Aisch) Stadt (km 1,5, bei der Turnhalle, der späteren Neustadthalle) und dann dem Fluss entlang bis zum Uehlfelder Ortsteil Demantsfürth, wo die Endstation angelegt wurde, etwa zwei Kilometer vom Zentrum Uehlfelds entfernt. Eine Verlängerung talabwärts nach Höchstadt an der Aisch und damit eine durchgehende Verbindung zur Bahnstrecke Forchheim–Höchstadt kam nie zustande.
Diespeck, Gutenstetten und Dachsbach waren mit Agenten besetzte Haltestellen.
Die Zahl der Zugpaare stieg von drei im Jahre 1904 auf vier im Jahre 1914, dieser Umfang wurde auch 1939 wieder erreicht. Nach dem Zweiten Weltkrieg kam es dann zu einer besseren Bedienung der Strecke: 1950 waren es sechs, samstags sogar sieben, sonntags vier Züge.
Als die Deutsche Bundesbahn die Bedienung ihrer Nebenbahnen  immer mehr einschränkte, reduzierte man in den siebziger Jahren auch hier den Schienenverkehr auf Fahrten an Werktagen, und am 30. Mai 1976 kam das Ende für den Personenverkehr, der anschließend durch Bahnbusse ersetzt wurde. Der Güterverkehr hielt sich noch bis zum 23. September 1993, zum Jahresende 1993 folgte die offizielle Stilllegung.

## Heutige Situation

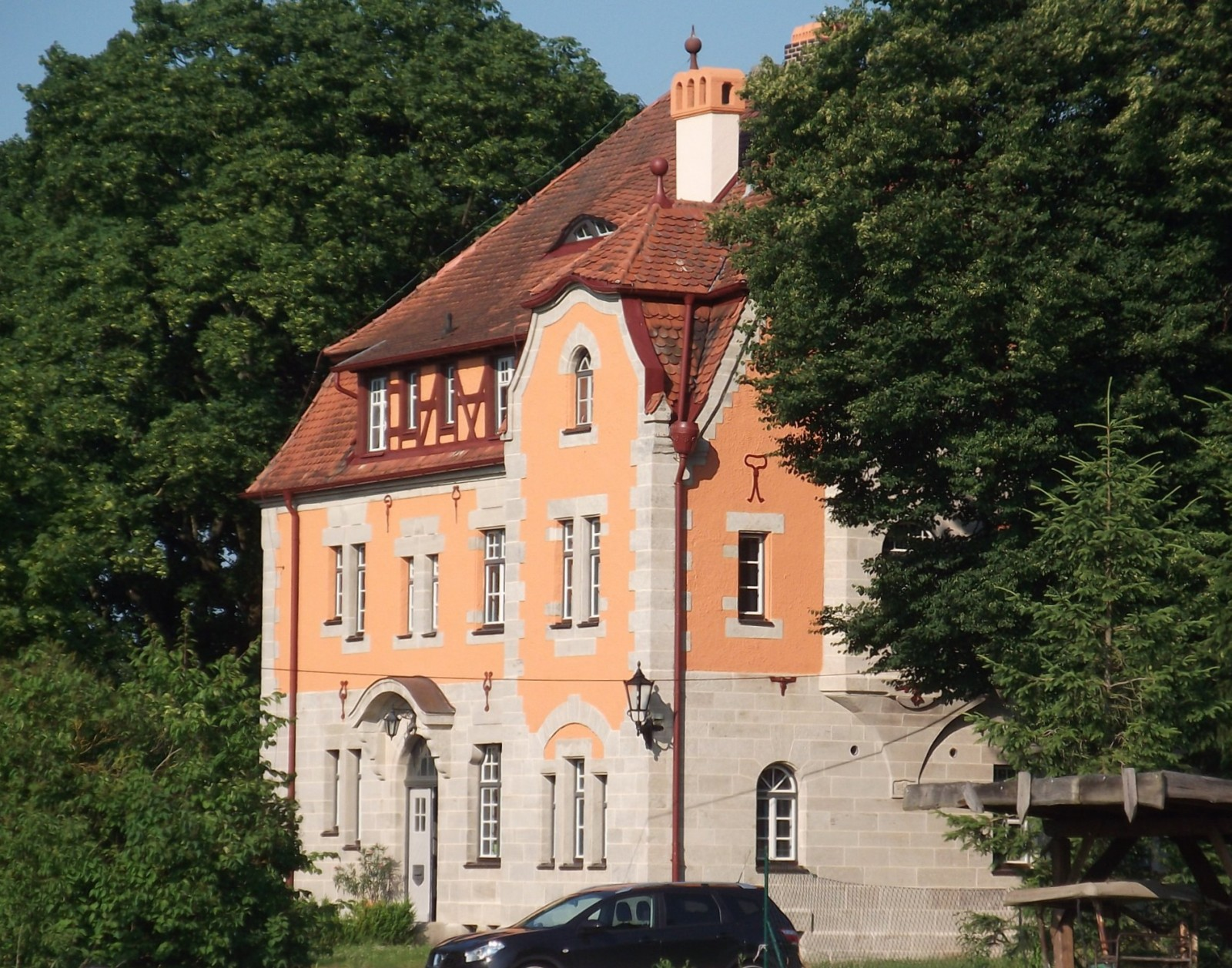
Bahnhofsgebäude Demantsfürth-Uehlfeld

Die Schienen wurden abgebaut und die Züge durch Omnibusse vom Neustädter Bahnhof nach Uehlfeld und zurück ersetzt. Auf Teilen der alten Trasse verläuft heute der Aischtalradweg. 
Das reizvolle, im Stil des Historismus ausgeführte Bahnhofsgebäude in Demantsfürth-Uehlfeld existiert noch und steht unter Denkmalschutz.